# كاتون اببتس (تشيشير)
كاتون اببتس (بالإنجليزية: Cotton Abbotts)‏ هي قرية وأبرشية مدنية تقع في المملكة المتحدة في إنجلترا. يقدر عدد سكانها بـ 3 نسمة .